# Goździówka
Goździówka – wieś sołecka w Polsce położona w województwie mazowieckim, w powiecie mińskim, w gminie Stanisławów.
Wieś królewska położona była w drugiej połowie XVI wieku w powiecie garwolińskim  ziemi czerskiej województwa mazowieckiego. W 1827 należała do parafii Pustelnik i liczyła 11 domostw i 80 mieszkańców. W latach 1975–1998 miejscowość administracyjnie należała do województwa siedleckiego.
W 2011 Goździówka liczyła 238 mieszkańców. Ta liczba nieznacznie wzrosła w 2021 do 251. 
W Goździówce urodził się Aleksander Kacprzyk (1899–1967), plutonowy Wojska Polskiego, kawaler Orderu Virtuti Militari.
Wierni Kościoła rzymskokatolickiego należą do parafii św. Katarzyny w Pustelniku.